# Де Волевейккерс
«Де Волевейккерс» (нидерл. De Volewijckers) — ныне несуществующий нидерландский любительский футбольный клуб с севера Амстердама. Домашние матчи команда проводила на стадионе спорт-парка «Бёйкслотербанне».
Клуб был основан в ноябре 1920 года и первоначально играл в районе Хамеркаде на севере Амстердама. На протяжении 22 лет «Де Волевейккерс» выступал в низших футбольных дивизионах, а в 1942 году вышел в первый класс Нидерландов — высший дивизион страны. В сезоне 1943/44 команда выиграла свой первый и единственный титул чемпиона Нидерландов.
Во второй половине XX века клуб не достиг серьезных успехов, а в 1974 году объединился с клубом «Амстердам». Тем не менее «Де Волевейккерс» продолжил существовать как любительская команда до 2013 года, когда произошло слияние с амстердамским клубом ДВВ, в результате которого появился клуб ДВК «Бёйкслот».

## История
Клуб был основан 1 ноября 1920 года жителями деревни Вогелбюрт и первоначально имел название ДВО, что означало Основано друзьями (нидерл. Door Vrienden Opgericht). Первыми членами клуба были в основном сотрудники судоходной компании KNSM. В 1921 году перед вступлением в Амстердамский футбольный союз команде пришлось изменить название на «Де Волевейккерс», поскольку в чемпионате уже выступала команда под именем ДВО. Первое футбольное поле команды располагалось на территории Хамеркаде, рядом с кабельным заводом ДРАКА.
В апреле 1926 года «Де Волевейккерс» впервые сыграл в Кубке Нидерландов, обыграв в первом раунде «Свифт» из Амстердама, но уже на следующем этапе кубка потерпел крупное поражение от «Холландии». В том же году команда переехала на новый стадион в районе Мосвелд, который был возведён в середине жилого района и мог вмещать 15 тысяч зрителей. Благодаря соседству с другими жилыми районами команда быстро набирала популярность.
В 1927 году клуб стал играть в четвёртом классе Нидерландов и через два года перешёл в третий.

## Достижения
- Первый класс Нидерландов:
  -  Чемпион: 1943/44